# Гайдуков, Николай Васильевич
Николай Васильевич Гайдуков (род. 1945) — белорусский и российский управленец.

## Биография
Родился в 1945 году. Образование высшее.
С 1999 года директор РУП «Новополоцкий завод белково–витаминных концентратов». В 2005 году назначен генеральным директором ОАО «Ярославский завод топливной аппаратуры» и управляющим директором ОАО «Ярославский завод дизельной аппаратуры», входящих в состав дивизиона «Силовые агрегаты» «Группы ГАЗ».